# Rhaphuma chatterjeei
Rhaphuma chatterjeei là một loài bọ cánh cứng trong họ Cerambycidae.